# Décès en janvier 1953
Décès
- 1949
- 1950
- 1951
- 1952
- 1953
- 1954
- 1955
- 1956
- 1957

Pour une information complémentaire, voir la page d'aide.

| Date       | Nom             | Pays   | Activités                       | Âge | Source |
| ---------- | --------------- | ------ | ------------------------------- | --- | ------ |
| 16 janvier | Arnold Bideleux | France | Joueur de football et de rugby. | 83  |        |